# Gate 13

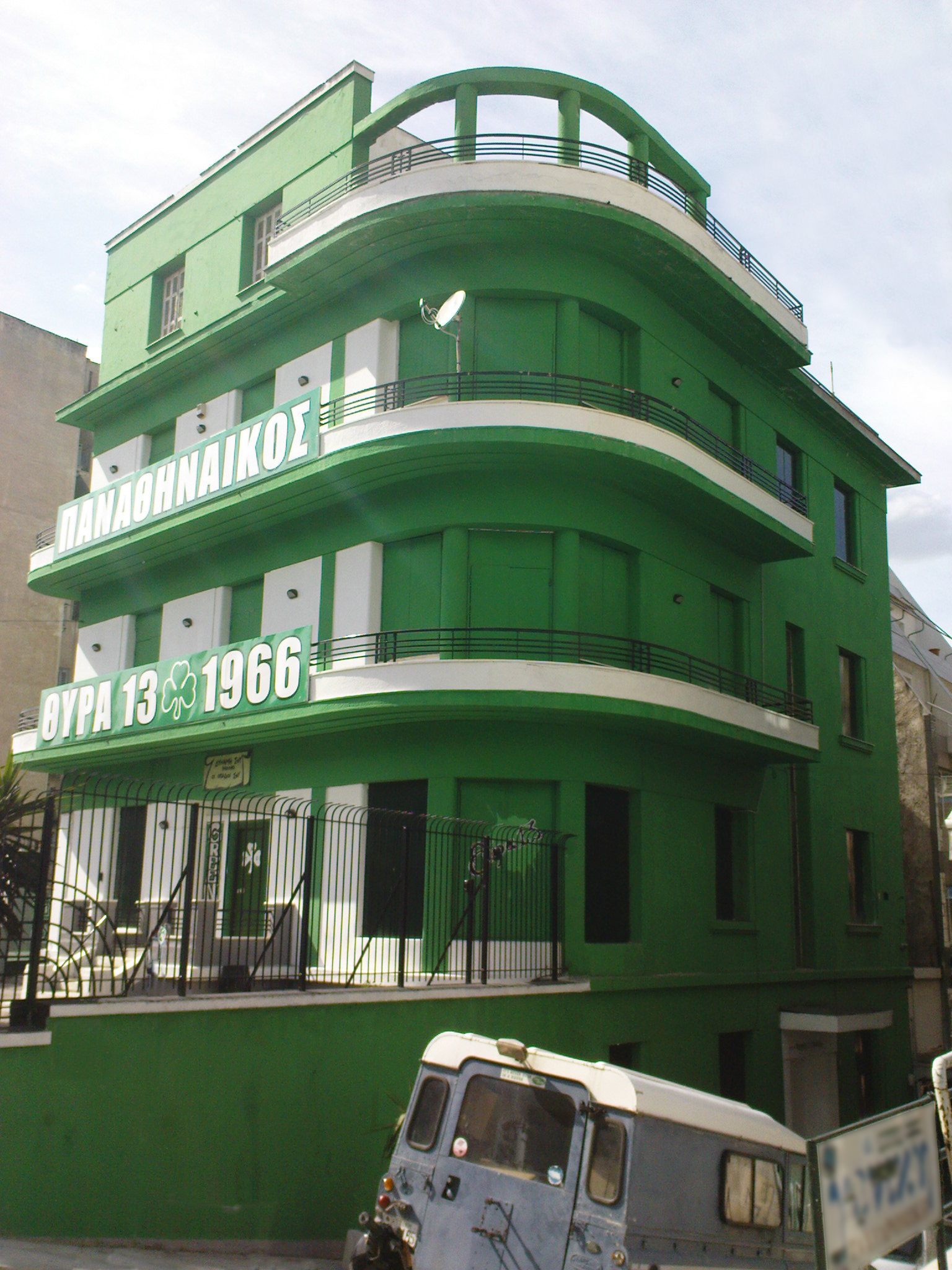
Дом фанатов «Панатинаикоса» — главный офис «Gate 13»

Gate 13 (греч. Θύρα 13, с англ. — «Сектор 13») — ассоциация болельщиков греческого спортивного клуба «Панатинаикос», основанная 19 ноября 1966 года. Считается старейшим обществом спортивных болельщиков Греции, в её рядах состоят жители разных местечек страны. За долгие годы «Gate 13» стал частью спортивного клуба, наиболее прославившись как группировка болельщиков ФК «Панатинаикос».

## История

### Происхождение
В октябре 1952 года было основано общество «Болельщики спортивного клуба "Панатинаикос"» (греч. Σύλλογος Φιλάθλων Οπαδών Παναθηναϊκού, сокращённо греч. Σ.Φ.Ο.Π. или С.Ф.О.П.). В конце 1950-х болельщики стали организовываться для массовых выездов на домашние и выездные матчи клуба: все их сборы проводились на 13-м секторе стадиона «Апостолос Николаидис», где часто собирались самые бедные и нищие фанаты. Места на этом секторе, в отличие от других мест (в том числе и VIP-секторов), не нумеровались.
Организация массовых выездов на матчи осуществлялась благодаря тому, что фан-клубы обращались в две клубные газеты — «Атлитики Ихо» (греч. Αθλητική Ηχώ, «Спортивные вести») и «Панафинаика Неа» (греч. Παναθηναϊκά Νέα, «Всеафинские новости»). К 1966 году собралось огромное количество клубов болельщиков «Панатинаикоса» из местечек Зографос, Перистерион и Патры, а также афинских районов Амбелокипи, Патисия, Гизи, Петралона, Холаргос, Никея и Коридалос. Они часто собирались на встречи, где обсуждали выступление игроков и работу тренеров, возможные поездки на выездные матчи и бронирование билетов на домашние встречи. С сезона 1962/1963 велись работы по созданию единого клуба болельщиков, однако из-за различных проблем это не удавалось довести до конца. Однако объединение болельщиков «Панатинаикоса» стал постепенно принимать имя «Gate 13».

### 1966—1971
19 ноября 1966 года был зарегистрирован Фан-клуб болельщиков спортивного клуба Панаитинаикос «Сектор 13» (греч. Σύνδεσμος Φίλων Παναθηναϊκού Αθλητικού Ομίλου "Η  Θύρα 13") по адресу: Афины, улица Колонос, дом 68. Изначально не выделявшийся ничем, фанатский клуб вскоре стал неотъемлемой частью футбольной команды. 27 ноября, спустя всего 8 дней после образования, клуб пережил первую трагедию: на дороге Афины—Верия в автокатастрофу попал автобус с фанатами афинского клуба. В результате катастрофы погибли два основателя «Gate 13», Йоргос Коскорос (греч. Γιώργος Κόσκορος) и Димитрис Сарантакос (греч. Δημήτρης Σαραντάκος). К 1967 году число фанатов значительно выросло как в Афинах, так и по всей Греции.
Пришедшие в 1967 году к власти «чёрные полковники» закрыли ряд фанатских клубов по всей стране. Под запрет попал и «Gate 13», открывшийся только через год в центре Афин в доме 39 по улице Сократа, а за ним последовали и другие клубы. В то время на афинских стадионах и речи не шло о насилии или драках болельщиков. В последующие годы клуб стал расширяться, а на европейских стадионах стали появляться его флаги и логотипы наравне с флагами Греции. На стадионе «Леофорос» всегда был ажиотаж. Помимо этого, большой интерес «Gate 13» стала проявлять и к баскетбольной команде, а также участвовать в обсуждении вопросов по поводу негативных факторов, влияющих на клуб (в том числе роста цен на билеты).

### 1971—1974

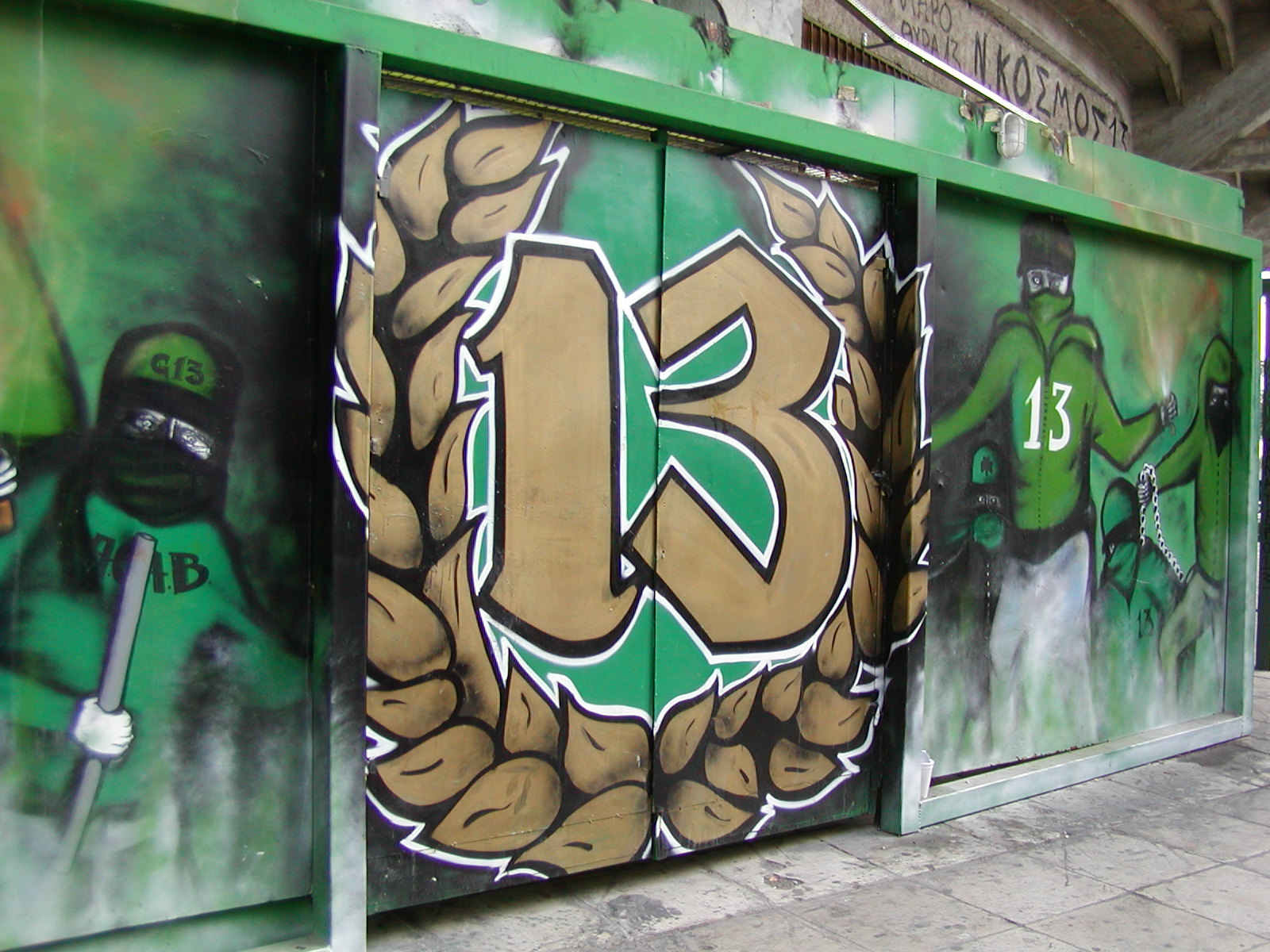
Граффити «Gate 13»

В 1971 году футбольная команда «Панатинаикос» дошла до финала Кубка европейских чемпионов — по сей день это единственный греческий клуб, которому удалось дойти до финала еврокубков. Несмотря на итоговое поражение 0:2, «Панатинаикос» обеспечил себе поддержку со всей Греции: на всех матчах Кубка европейских чемпионов присутствовали болельщики и из фан-клуба «Gate 13». Так, 15 тысяч фанатов участвовали в выезде в Белград для матча против «Црвены Звезды», а 20 тысяч полетели в Лондон на финал на «Уэмбли» против «Аякса». Невероятный успех греческой команды привёл к рекордному росту числа фанатских клубов: наиболее известные из них появились в Никее и Вироне. Болельщики стали посещать множество выездных игр и всё чаще критиковать руководство и тренерский штаб клуба. С 1974 года фанаты из «Gate 13» и иных клубов всё чаще выезжают на матчи.

### 1974—н.в.
В 1974 году хунта «чёрных полковников» была свергнута, и число фан-клубов «Панатинаикоса» стало расти стремительно по Греции: к 1978 году их насчитывалось уже 52, в то время как у заклятого врага — «Олимпиакоса» — их было считанные единицы. В 1976 году во время мероприятий по случаю 10-летия «Gate 13» фанаты почтили минутой молчания память всех погибших фанатов. До настоящего времени «Gate 13» является самой «шумящей» частью фанатов «Панатинаикоса», занимая сектор 13 и принося с собой огромное количество фанатской атрибутики. «Gate 13» принимает большое участие в оказании поддержки клубу во время Дерби вечных врагов с «Олимпиакосом». Политически «Gate 13» позиционирует себя как антифашистское движение, хотя в его рядах достаточно много радикальных националистов, чьи взгляды близки к фашистским.

## Дружественные отношения
Одним из наиболее дружественных партнёров является венский «Рапид», с которым «Панатинаикос» установил дружественные отношения в 2001 году, во время матча второго группового этапа Лиги чемпионов УЕФА против «Штурма» из Граца. Достаточно часто на матчах «Рапида» стали появляться флаги «Панатинаикоса», а на матчах «Панатинаикоса» — флаги «Рапида». В июне 2016 года ультрас «Рапида» прибыли на празднование 50-летия «Gate 13». Помимо «Рапида», греческий клуб поддерживает хорошие отношения с ультрас «Bad Blue Boys» из загребского «Динамо» и тиффози «Curva Sud» из «Ромы». В 1990-е годы «Панатинаикос» установил тесные отношения с фанатскими группировками клубов «Реал Мадрид» (Orugllo Vikingo), «Вердер», «Аякс» (F-SIDE), «Гройтер Фюрт», «Ференцварош», «Хаммарбю», «Сент-Этьен» и «Шемрок Роверс» (SRFC Ultras).